# クリストファー・コロンブス
クリストファー・コロンブス（1451年8月26日-10月31日の間？ - 1506年5月20日）は、大航海時代の探検家、航海者、コンキスタドール、奴隷商人。定説ではイタリアのジェノヴァ出身。ランス・オ・メドーが発見されるまではキリスト教世界の白人としては最初にアメリカ海域へ到達したとされていた。
彼の実績により彼の子孫はスペイン王室よりベラグア公爵とラ・ベガ公爵に叙され、2024年現在までスペイン貴族の公爵家として続いている。
ジェノヴァ出身の彼の元々の姓名はクリストーフォロ・コロンボであった。しかし、スペインに移り住んでからはクリストバル・コロンに変えている。当時のスペインで作成された文献のほとんど全てにおいて彼は｢コロン｣と呼ばれていることからも、本人が名乗っていた名前は｢クリストバル・コロン｣であったと考えられる。

## ジェノヴァ時代

### 生誕
コロンブスは、1451年8月25日から10月末までの間に、ジェノヴァもしくはその近郊で生まれたという説が主流であったが、これについては史料として裏付けとなる根拠がなく、異説も多いため、はっきりした事実は判明していない。
通説（ジェノヴァ説）では、毛織物職人一家で育った父ドメニコ・コロンボと母スサナ・フォンタナローサの間にはクリストファーを含み7人の子がいたが、上の2人の子は若くして死亡したと考えられ、何の記録も残っていない。
弟は1 - 2歳下にバルトロメと17歳下にジャコモ（のちにディエゴと呼ばれる）、妹は2人いたが記録に残るのはピアンチネータの一人だけである。父は毛織物業を自営していたが一家は決して裕福ではなく、ワインやチーズの売買も行っていた。

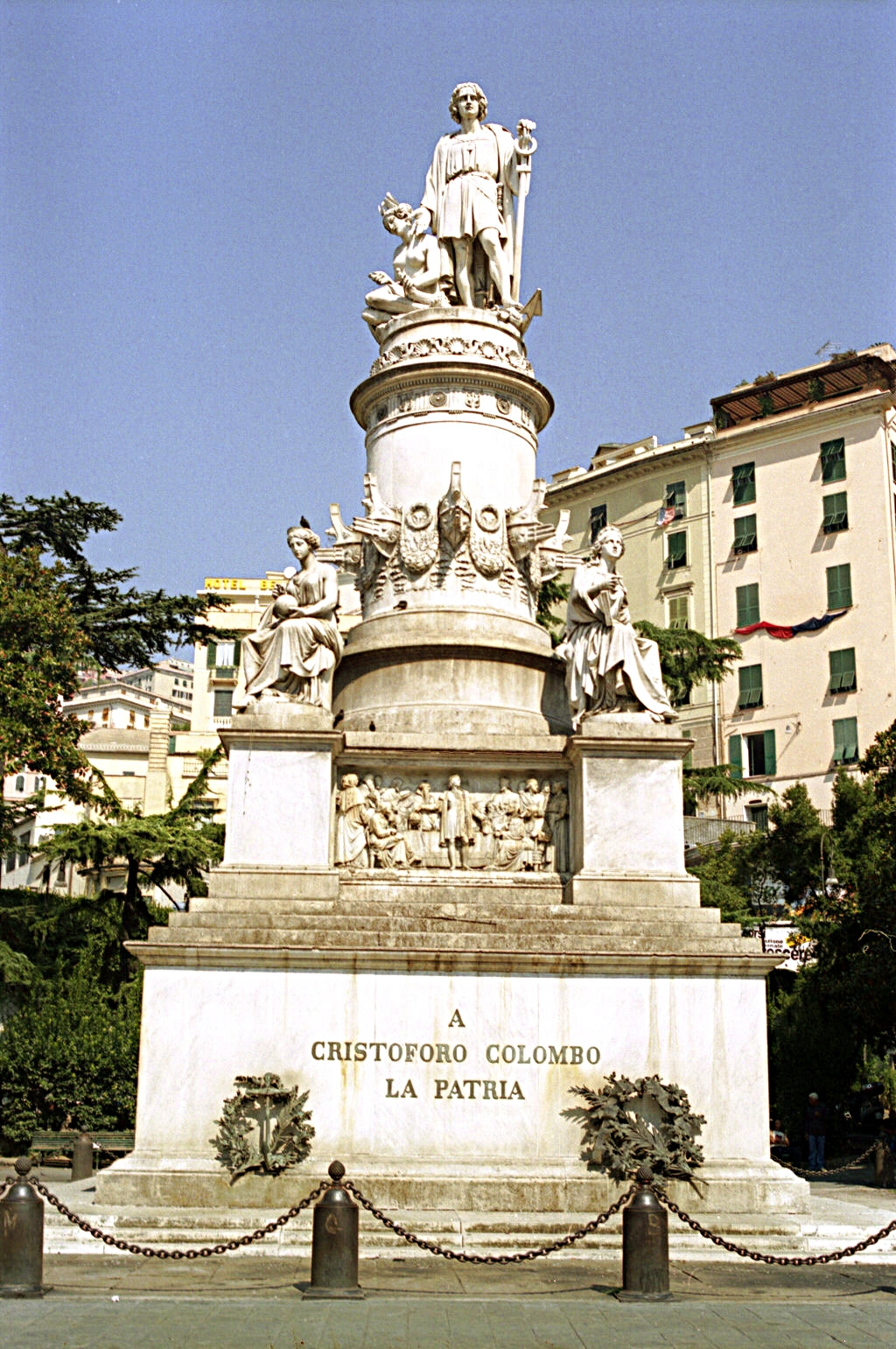
ジェノヴァにあるコロンブスのモニュメント

### 海とのかかわり
コロンブスと海とのかかわりは10代のころから始まった。最初は父親の仕事を手伝って船に乗り、1472年にはアンジュー公ルネから対立するアラゴン王国のガレー船・フェルナンディア号拿捕の命を受けた船に乗ってチュニスに向かったという説もある。1475年から翌年にはジェノヴァのチェントリオーネ家に雇われ、ローナ号でエーゲ海のヒオス島へ行って乳香（マスティーハ）取引に関わったと、第一次航海誌にて述べられている。
1476年5月にはチェントリオーネ家やスピノラ家、ディ・ネグロ家などジェノヴァ商人団に雇われ、乳香をイギリスやフランドルへ運ぶ商船隊に参加し、ベカッラ号に乗り込んだ。しかし8月13日、この船団がブルゴーニュの旗を掲げていたため、ポルトガルのサン・ヴィセンテ岬沖で当時敵対していたフランス艦船から攻撃を受け、船は沈没した。コロンブスは櫂につかまって泳ぎ、ポルトガルのラゴス(en)までたどり着いた。なお、コロンブスが乗船していたのはフランスとカタルーニャ連合の船であり、いわばジェノヴァ船団を攻撃した側にいたという主張もある。

## ポルトガル時代

### リスボンでのコロンブス
彼はジェノヴァ人共同体の助けを借りてリスボンへ移った。この時期は1477年春以降と考えられる。そこには、地図製作に従事する弟のバルトロメが住んでおり、コロンブスは弟と一緒に地図作成や売買をしながら、たびたび航海にも加わっていた。1477年2月には、イギリスのブリストルを経てアイルランドのゴールウェイ、そしてアイスランドまで向かった。アイスランドには、かつてヴァイキングが北アメリカに植民地を築いたという「ヴィンランド伝説」があったが、コロンブスがこの伝承を耳にしたかどうかは分かっていない。
1479年末、コロンブスはフェリパ・ペレストレリョ（ペレストレーロ）・エ・モイス（またはフェリパ・モニス・ペレストレロ）と結婚した。ロス・サントス修道院のミサで彼女を見初めたのがなれそめという。しかし、フェリパの父はマデイラ諸島にあるポルト・サント島の世襲領主バルトロメウ・ペレストレリョ（ペレストレーロ）であり、いわば貴族階級の女性であった。この釣り合わない結婚の背景には、フェリパが25歳という、当時としては晩婚と言える年齢であったこと、父バルトロメウは20年前に死去し、以後のペレストレリョ家は没落しており持参金を準備できなかったこと、逆にコロンブスは航海士・地図製作者として一定の成功を収めていたことなどがあったと推察されている。

### 西廻り航海の着想
結婚後は妻のゆかりの地ポルト・サント島（またはマデイラ島）に夫婦で行くこともあり、1480年ごろにそこで長男ディエゴに恵まれた。1481年、ディオゴ・デ・アザンプージャが 西アフリカを南下し、エルミナ城を築く航海に出ているが、これにコロンブスが加わりギニアと黄金海岸まで行ったと考えられている。ポルトガル側にこれを証拠づける資料はないが、コロンブスは第一次航海の日誌（バルトロメ・デ・ラス・カサス編纂）にて西アフリカの情景を引き合いに出しているところや、所蔵していたピエール・ダイイ著『イマゴ・ムンディ（世界像）』の「熱帯地方には人間は住めない」という箇所に「実際に行ってみたが、熱帯にも人は住んでいた」と書き込んでいる点がその根拠とされる。
また、当時のある事件をラス・カサスは『インディアス史』（第一巻十四章）に記している。それは、マデイラ島に漂着した白人漂流者がいたというものである。この漂流者はポルトガル交易船員だったが、嵐のためにキューバまで流されてしまい、船を修理して東へ出航したが生きてマデイラ島にたどり着いた数名はほとんどすぐ死に、最後の一人をコロンブスが保護したが、やがて彼も亡くなった。『インディアス自然一般史 (Historia General y Natural de las Indias)』を著したフェルナンデス・オヴェイド(en)も1535年にこの説話を懐疑的ながら採録している。コロンブス自身が著述したどの文章にもこの話は書かれていないが、ラス・カサスはこの事件がコロンブスをして西廻り航路の発想に至らす原点になったと述べている。
このころ、コロンブスは積極的にスペイン語やラテン語などの言語や天文学・地理、そして航海術の習得に努めた。仕事の拠点であるリスボンでパオロ・ダル・ポッツォ・トスカネッリと知り合う機会を得て、手紙の交換をしている。当時はすでに地球球体説は一般に信じられていたが、トスカネッリはマルコ・ポーロの考えを取り入れ、大西洋を挟んだヨーロッパとアジアの距離はプトレマイオスの試算よりもずっと短いと主張していた。『東方見聞録』にある黄金の国・ジパングに惹かれていたコロンブスはここに西廻りでアジアに向かう計画に現実性を見出した。また、現存する最古の地球儀を作ったマルティン・ベハイムとも交流を持ち意見を交換した説もある。これらの収集情報や考察を経てコロンブスは西廻り航海が可能だとする5つの理論根拠を構築した。ラス・カサス『インディアス史』（第5章）に記載されたその内容は、
1. 地球は球体であり、西に進めば東端にたどりつく。
2. 地球の未知の部分はアジア東端からベルデ岬諸島以西だけになった。
3. 2世紀のギリシア人地理学者のマリヌスはヨーロッパからアジアまでは地球の15/24に当たるという。したがって未知の領域は9/24=約1/3となる。
4. マリヌスが認識していたアジアは（当時認識されていたという意味で）現在のアジア東端までに比べれば狭い。したがって未知の領域はさらに狭くなる。
5. 9世紀のイスラム人天文学者アルフラガヌスは経度1度=約56.6マイルと計算した。したがって未知の領域は56.6×360/3=約6,800マイル。しかもこれは赤道上であり北寄航路ならば距離はさらに縮まる。

この考えの根底にはアリストテレスの地理観を引き継いだ中世キリスト教の普遍史観から、世界はヨーロッパ・アジア・アフリカの3大陸で成り立っていたという概念がある。地球の大きさについても、北緯28度におけるカナリア諸島から日本までを実際の10,600海里に対しコロンブスは2,400海里と、非常に小さく見積もっていた。

### 王室への提案
1484年末、コロンブスはポルトガル王ジョアン2世に航海のための援助を求め、その自信に溢れた弁舌に、ジョアン2世は興味をそそられた。コロンブスは資金援助に加え成功報酬も求めたが、高い地位や権利、そして収益の10%という大きなものだった。王室は数学委員会（フンタ・ドス・マテマティコス）の諮問にかけて検討したが、回答は否決だった。コロンブス以前にも大西洋への航海は何度か試みられたがすべて失敗し、一方でアフリカ探検はディオゴ・カンがコンゴ王国との接触に成功し喜望峰に達する寸前まで来ていたこと、さらにコロンブスの要求があまりに過剰だと受け止められたことも影響した。
再度コロンブスは提案を上奏したが決定は覆らず、ジョアン2世はコロンブスが自費で航海をするならばよいと言うのみだったが、コロンブスにはそのような資金がなく、借金さえ抱えていた。このころ、コロンブスは妻フェリパを亡くし、1485年半ばごろ、8年間過ごしたポルトガルに別れを告げる決心をつけた。

## スペイン時代
コロンブスはリスボンから海路、スペインのパロスに着き、そこからウエルバのティント川沿いの丘に建つラ・ラビダ修道院を訪ねた。5歳の息子ディエゴを伴った彼を招き入れた修道院長のフアン・ペレス・デ・マルチェーネ神父はコロンブスの話に感銘を受け、彼に天文学者でもあるセビリアのアントニオ・マルチェーナ神父を紹介し、そこへ向かうために息子ディエゴを修道院で預かった。さらにコロンブスはスペイン貴族の第2代メディナ＝シドニア公爵ドン・エンリケ・デ・グスマン、そして初代メディナセリ公爵（5代メディナセリ伯爵）ドン・ルイス・デ・ラ・セルダと面会する機会を得た。メディナセリ公は興味を抱き、コロンブスが求めた数隻の船や食料など3,000 - 4,000ドゥカート相当の物資を準備することに合意した。

コロンブスが作成したと言われる地図。これは19世紀に発見されたものだが、アイスランドとフェローズ諸島の位置が逆になっているなど、疑問も提示されている。

### カトリック両王への売り込み
コロンブスへの援助に同意したメディナセリ公だったが、このような計画は王室への許可を得るべきだと考えカスティーリャのイサベル1世へ計画を知らせると、彼女自身がこれに興味を覚えた。1486年5月1日、メディナセリ公が紹介してコロンブスはコルドバでイサベル1世とその夫フェルナンド2世（カトリック両王）に謁見した。コロンブスの話にフェルナンド2世はあまり興味を持たなかったが、イサベル1世は惹きつけられた。計画は、懺悔聴聞師のエルナンド・デ・タラベラ（フライ・エルナンド・デ・タラベーラ）神父を中心とする諮問委員会が設けられ、そこで評価されることになった。1486年だけで二度委員会は開かれたが、コロンブスが示したアジアまでの距離が特に疑問視され、結論は持ち越された。
コロンブスはメディナセリ公の支援を受けながらコルドバの彼の城に滞在し、カトリック両王との面談を模索する一方で、交流を持った医師や学者らの中の一人から当時20歳（または21歳）の小作人の娘ベアトリス・エンリケス・デ・アラーナと恋愛関係となり、1488年8月15日にフェルナンドが生まれたが、コロンブスはベアトリスと正式に結婚しなかった。
しかしスペイン王室からの返事はなかなか届かなかった。コロンブスに好意を持った委員会長のタラベラや、メンバーの1人であるドミニコ会のディエゴ・デ・デサらは、委員会が否定的結論を出そうとすると引き延ばしにかかっていた。コロンブスはポルトガルのジョアン2世に手紙を送ったが、バルトロメウ・ディアスの喜望峰発見もあって話がまとまることはなかった。また、弟バルトロメをイギリスのヘンリー7世やフランスのシャルル8世の下に差し向け、計画の宣伝をさせた。いずれの王からも支持は得られなかったが、シャルル8世の姉アンヌ・ド・ボージューの歓待を得て、バルトロメはフォンテーヌブローの宮殿に数年間滞在した。しかしこれらの行動も実を結ばなかった。
一方のスペイン王室は、1489年5月12日付でコロンブスが王室に謁見するときに必要な宿泊費を無料にする通達を出すなど、不完全ではあるが金銭的援助を行い、決して彼を邪険にしていたわけではなかった。しかし1490年、タラベラの委員会は提案に反対する結論を出したことでコロンブスは諦め気味にパロスに戻り、ラ・ラビダ修道院に向かった。話を聞いたペレス院長はコロンブスを慰留し、イサベル1世の側近セバスチャン・ロドリゲスを頼り、王室に再検討を促した。このわずか2週間後、コロンブスのもとに王室の書簡が届き、旅金を添えて出頭するよう勧告する内容があった。提案の検討はカスティリャ枢機院に移された。

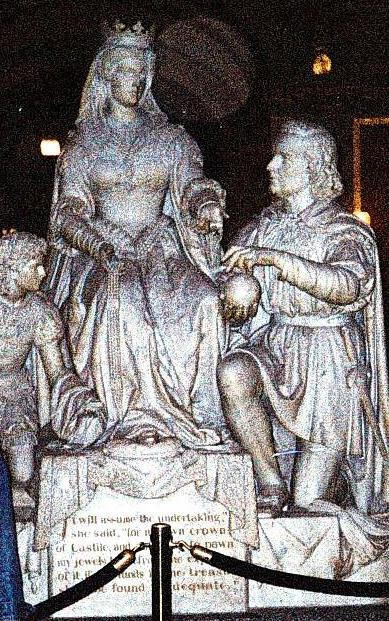
イザベル1世とコロンブス（カリフォルニア州議事堂）

しかし1491年、枢機院にも案を否決されたために、万策尽きたコロンブスは弟バルトロメが滞在するフランスへ向かう決意を固めた。ここにルイス・デ・サンタンヘルが登場する。財務長官であった彼は女王説得に乗り出し、コロンブスが提示した条件は見込める収入からすれば充分に折り合い、また必要な経費も自らが都合をつけると申し出た。
1492年1月2日に、ムーア人の最後の拠点であったグラナダが陥落したことで、スペインに財政上の余裕ができたことをサンタンヘルは指摘した。もともと興味を持っていたイサベル1世はこれで勢いを得てフェルナンド2世を説き伏せ、スペインはついにコロンブスの計画を承認した。このとき、コロンブスはまさにフランスへ向けてグラナダを出発したところだった。女王の伝令は彼を追いかけ、15キロほど先のピノス・プエンテ村の橋の上でコロンブスに追いついた。この橋には、劇的ともいえる出来事を解説する銅版がある。

### サンタ・フェ契約
1492年4月17日、グラナダ郊外のサンタ・フェにて、コロンブスは王室と「サンタフェ契約」を締結した。その内容は、
1. コロンブスは発見された土地の終身提督（アルーランテ）となり、この地位は相続される。
2. コロンブスは発見された土地の副王（ピリレイ）および総督（ゴベルナドール・ヘネラール）の任に就く。各地の統治者は3名の候補をコロンブスが推挙し、この中から選ばれる。
3. 提督領から得られたすべての純益のうち10%はコロンブスの取り分とする。
4. 提督領から得られた物品の交易において生じた紛争は、コロンブスが裁判権を持つ。
5. コロンブスが今後行う航海において費用の8分の1をコロンブスが負担する場合、利益の8分の1をコロンブスの取り分とする。

というものだった。
航海の経費は、ルイス・デ・サンタンヘルが中心となって調達された。彼は、警察機構サンタ・エルマンダーの経理担当であったジェノヴァ人フランチェスコ・ピネリと協力して140万マラベディを、さらにアラゴン王国の国庫から35万マラベディを調達し、コロンブスに提供した。これは、イサベル1世が戴冠用宝玉を担保に供出することを防ぐことが目的だった。コロンブスは25万マラベディを調達したが、これはメディナセリ公やセビリアのフィレンツェ人銀行家ベラルディなどから借金をしてかき集めたものだった。

## 大航海時代

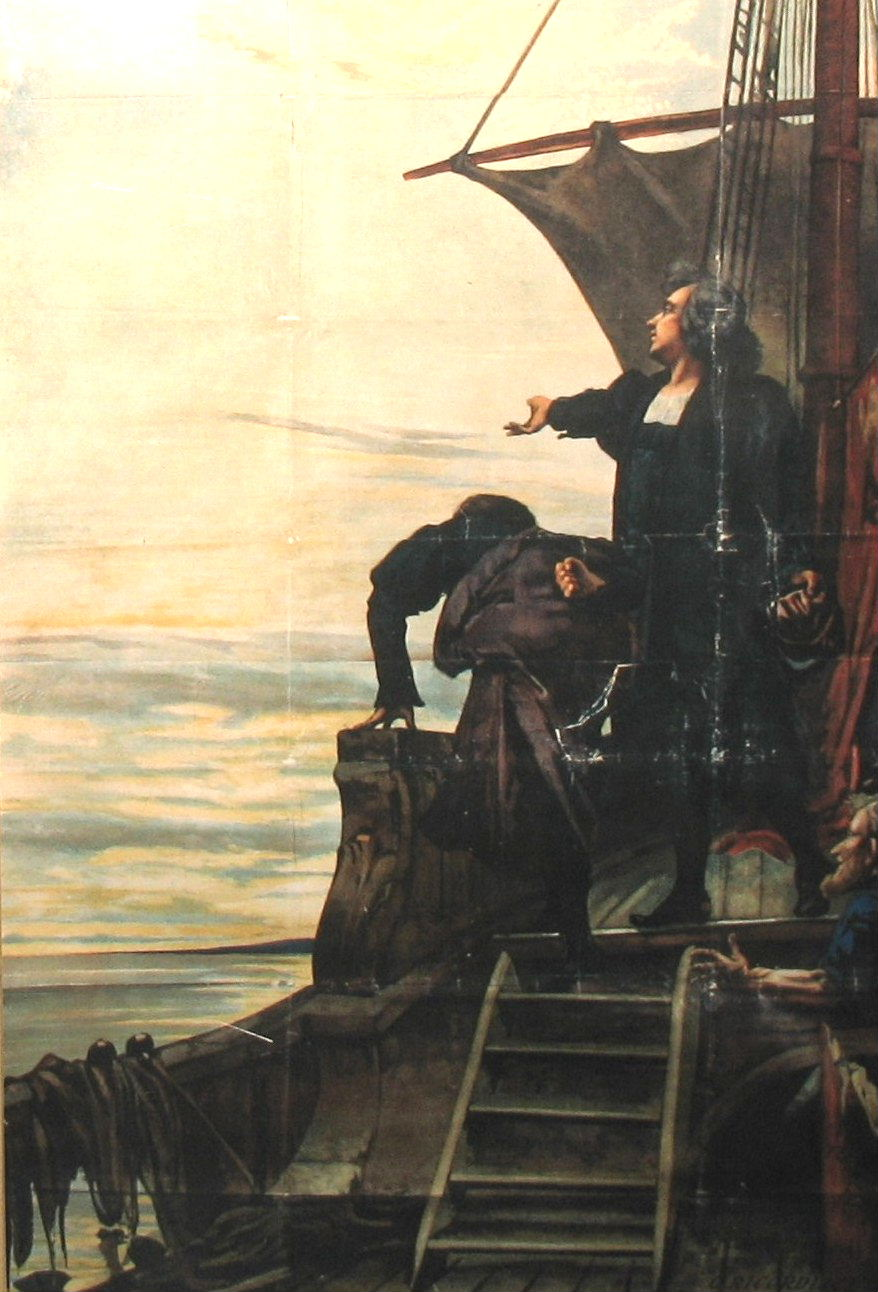
船上で指揮を執るコロンブス

### 船出
1492年8月3日、スペインウェルバのパロス港からインド（インディア）を目指して大西洋へ出航した。このときの編成はキャラベル船のニーニャ号とピンタ号、ナオ船のサンタ・マリア号の3隻で総乗組員数は約90人（120人という説も）。
いったんカナリア諸島へ寄り、大航海の準備を整えたあと、一気に西進した。大西洋は極端に島の少ない大洋であり、船員の間には次第に不安が募っていった。当時の最新科学では地球が球体であるということはほぼ常識となっていたが、船員の間では地球を平面とする旧来の考えも根強く残っていた。
コロンブス自身は平気なふりをしていたが、計算を越えて長い航海となったことに不安を感じるようになる。10月6日には小規模な暴動が起こり、3日後には船員の不安は頂点に達し、コロンブスに迫って「あと3日で陸地が見つからなかったら引き返す」と約束させた。その後、流木などを発見し陸が近くにあると船員を説得する。

### 1492年「新大陸」上陸
そして10月11日の日付が変わろうとするとき、ピンタ号の水夫が陸地を発見した。翌朝、コロンブスはその島に上陸し、ここを占領してサン・サルバドル島と名づける。
最初に上陸した島でコロンブス一行は、アラワク族インディアンたちから歓待を受ける。アラワク族は船から上がったコロンブスたちに水や食料を贈り、オウムや綿の玉、槍やその他見たことのないたくさんのものを持ってきた。コロンブス一行はそれをガラスのビーズや鷹の鈴と交換した。しかしコロンブスの興味は、ただ黄金にしかなかった。彼はこう書き残している。
「彼らと友好を結ぶため、それにまた、彼らは力ではなく愛をもって接すれば、より速やかに解放され、我らの聖なる信仰に帰依すると分かったので、彼らの何人かに赤いボンネット帽や首にかけるガラス玉の数珠といった安価な品をいくつか与えたところ、彼らはとても喜び、我々も驚くほど和やかな間柄になった。(中略)
彼らは良き僕になるに違いない。なぜならわたしが見るに、彼らはわたしが話すことすべて、すぐにあとについて口にするからである。また、わたしは彼らは速やかにキリスト教徒になると信じる。なぜならいかなる宗派ももっていないように思われたからである」
コロンブスはこの島で略奪を働き、次に現在のキューバ島を発見した。ここを「フアナ島」と名づけたあと、ピンタ号船長であるマルティン・アロンソ・ピンソンの独断によりピンタ号が一時離脱してしまうが、12月6日にはイスパニョーラ島と名づけた島に到達。24日に旗艦サンタ・マリア号が座礁してしまう。しかし、その残骸を利用して要塞を作り、アメリカにおけるスペイン初の入植地を作った。この入植地には39名の男性が残った。
年が明け、コロンブス達はニーニャ号とともに1493年1月6日にピンタ号と再び合流する。1月16日、スペインへの帰還を命じ、3月15日にパロス港へ帰還した。
帰還したコロンブスを歓迎して宮殿では盛大な式典が開かれた。コロンブスは航海に先んじて、発見地の総督職、世襲提督の地位、発見地から上がる収益の10分の1を貰う契約を交わしていた。この取り決めに従い、コロンブスはインディアンから強奪した金銀宝石、真珠などの戦利品の10分の1を手に入れた。また陸地を発見した者には賞金がカトリック両王から与えられることになっていたが、コロンブスは自分が先に発見したと言い張り、これをせしめている。
国王に調査報告を終え、少しばかりの援助を求めたコロンブスは、次の航海目標としてこう述べている。
「彼らが必要とするだけのありったけの黄金…彼らが欲しがるだけのありったけの奴隷を連れてくるつもりだ。このように、永遠なる我々の神は、一見不可能なことであっても、主の仰せに従う者たちには、勝利を与えるものなのだ」
1493年5月4日、ローマ法王勅書はアゾレス諸島の西100リーグの分界線を定め、スペインはこれによって新大陸を探検し植民する独占的な権利を手にした。折からの関心の高まりによって、コロンブスは2回目の航海の資金を難なく作ることができた。

### 1493年
1493年の9月に17隻1,500人で出発したコロンブスの2度目の航海は、その乗員の中に農民や坑夫を含み、植民目的であった。11月にドミニカ島と名づけた島に到着したが、前回作った植民地に行ってみると基地は原住民であるインディアンにより破壊されており、残した人間はすべて殺されていた。コロンブスはここを放棄して新しく「イサベル植民地」を築いた。しかし白人入植者の間では植民地での生活に不満の声が上がり、周辺諸島ではアラワク族、タイノ族、ルカヤン族、カリブ族などのインディアンの間で白人の行為に対して怒りが重積していた。
最終的に、コロンブスの率いるスペイン軍はインディアンに対して徹底的な虐殺弾圧を行った。

### 1495年
1495年3月、コロンブスは数百人の装甲兵と騎兵隊、そして訓練された軍用犬からなる一大軍団を組織した。再び船旅に出たコロンブスは、スペイン人の持ち込んだ病いに倒れたインディアンの村々を徹底的に攻撃し、数千人単位の虐殺を指揮した。コロンブスの襲撃戦略は以後10年間、欧州人が繰り返した殺戮モデルとなった。
コロンブスは、イスパニョーラ島のインディアン部族の指導者と睨んでいた一人の酋長を殺さずに、引き回しの刑と投獄のあと、鎖につないで船に乗せ、スペインへ連行しようとした。しかし他のインディアンたちと同様に、この男性は劣悪な船内環境の中、セビリアに着く前に死んでいる。

### 晩年
植民地の管理を弟に任せて、コロンブスは先住民の王と共にスペイン本国に帰国し、旧約聖書に登場する土地オフィールを発見したと報告した。
コロンブスがカリブ海諸島で指揮した行き当たりばったりの大虐殺は、「黄金探し」を使命としたスペイン海軍によって体系化され、 あらゆる部族の子供以外のインディアンが、3か月以内に一定量の黄金を差し出すよう脅迫された。金を届けたインディアンには、「スペイン人に敬意を表した」という証しとして、その男女に首かけの標章が贈られた。金の量が足りなかった者は、男だろうと女だろうと手首が斬り落とされた。
コロンブスらスペイン人の幻想よりも当地の金の量ははるかに少なかったため、死にたくなかったインディアンたちは、生活を犠牲にして金を捜さざるを得なかった。インディアンが逃亡を始めると飢饉はさらに悪化した。コロンブスらスペイン人が運び込んだ疫病は、栄養失調となったインディアンたちの弱められた身体をより激しく蝕んだ。そしてコロンブスたちと同じく、スペイン軍は面白半分に男を殺し女を犯す楽しみを決してやめなかった。
1498年5月、6隻の船で3度目の航海に出る。今度は南よりの航路をとり、現在のベネズエラのオリノコ川の河口に上陸した。その膨大な量の河水が海水ではなく真水であったことから、それだけの大河を蓄えるのは島ではなく大陸であるということをコロンブスは認めざるを得なかった。それと同時に、オリノコ川は上方の地上の楽園から流れて来ていると考えていた（当時の世界観ではエデンの園を水源とする4つの川が東方を流れていると考えられていた）｡
その後、北上してサントドミンゴに着くと後を任せていた弟・バルトロメの統治の悪さから反乱が起きていた。コロンブスは説得を続けるが、入植者たちはこれをなかなか受け入れず、1500年8月に本国から来た査察官により逮捕され、本国へと送還された。罪に問われる事は免れたものの、すべての地位を剥奪される。
それでもコロンブスは4度目となる航海を企画するが、王からの援助は小型のボロ舟4隻というものであった。1502年に出航したが、イスパニョーラ島への寄港は禁じられており、パナマ周辺を6か月さまよったが、最後は難破して救助され、1504年11月にスペインへ戻った。しかし1504年末にイサベル女王が死去し、スペイン王室はコロンブスに対してさらに冷淡になった。
帰国後は病気になり、1506年5月20日スペインのバリャドリッドにて死去。その遺骨はセビリアの修道院に納められたが1542年にサントドミンゴの大聖堂に移された。晩年は金銭的には恵まれていたが、最期まで自らが発見した島をアジアだと主張し続けていた。
コロンブスの死後、ドイツの地理学者マルティン・ヴァルトゼーミュラーが手がけた地図には、南米大陸の「発見者」としてコロンブスではなく、アメリゴ・ヴェスプッチの名前が記された。この結果、ヨーロッパでは「新大陸」全域を指す言葉として「コロンビア」ではなく「アメリカ」が使われるようになった（ただし、18世紀以降アメリカの雅称として「コロンビア」も用いられる）。

## 航海などの関係略年表
- 1492年

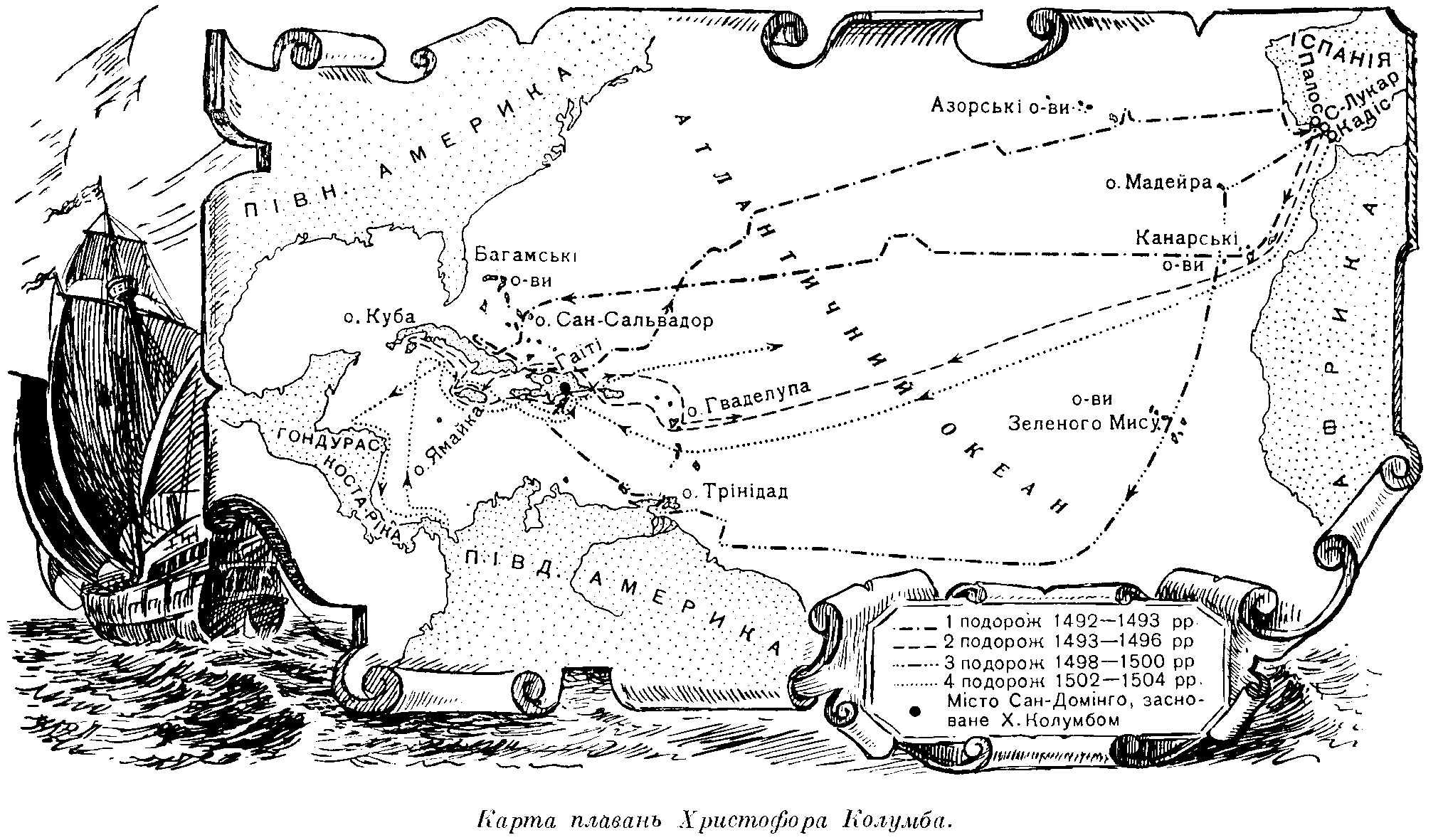
コロンブスの航路

  - 8月3日 第1回航海出発（ - 1493年3月15日）
  - 10月12日 バハマ諸島グァナハニ島に到達
  - 10月28日 キューバ島着
  - 12月6日 イスパニョーラ島着
- 1493年
  - 9月25日 第2回航海出発（ - 1496年6月11日）
- 1494年
  - 6月7日 トルデシリャス条約によりスペインとポルトガルの境界線画定
- 1498年
  - 8月 サント・ドミンゴ市の建設
  - 5月30日 第3回航海出発（ - 1500年10月）
- 1502年
  - 5月9日 第4回航海出発（ - 1504年11月7日）
- 1503年
  - 2月14日 スペイン、植民地との貿易を統括する通商院をセビリャに設置
  - 12月20日 エンコミエンダ制、イスパニョーラ島で公認
- 1505年
  - イスパニョーラ島に黒人奴隷導入

## 出自に関する諸説

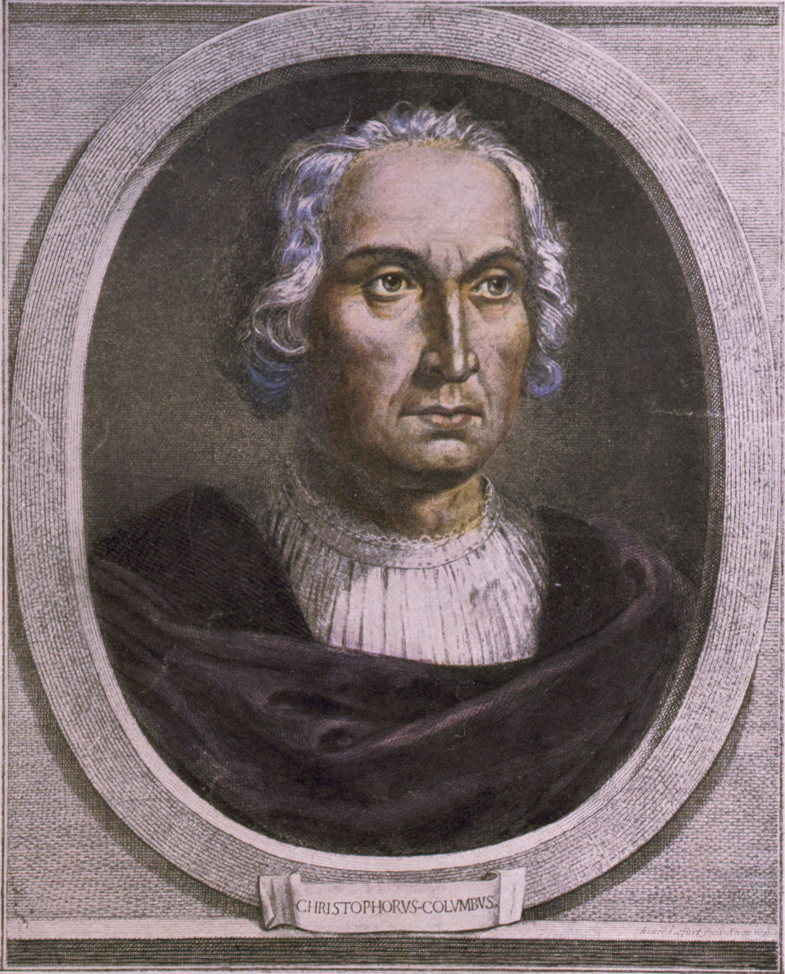
コロンブス

コロンブスに関してはその出自が明らかではないこと、また大航海の目的自体があまり明確に語り継がれていないことなどから、さまざまな異聞が流れている。また、残されている肖像画はすべて本人の死後に描かれたものであり、今となってはコロンブスの真の素顔を知るすべはない。
レオナルド・ダ・ヴィンチの日記の中に「ジェノヴァ人の船乗りと地球について話す」という興味深い記述があることから、両者の間に面識があったのではないかという説がある。

### ユダヤ人？
多く語られているものとしては、コロンブスはユダヤ人の片親から生まれたのではないかとする奇説である。
1492年、スペイン王家は同国内に住むユダヤ人に対し8月2日を期限とする国外追放令を発布したが、コロンブスがスペイン王家の支援を受けて出航したのは翌8月3日である。このことから、コロンブス出航の真の目的はユダヤ人の移住地探しではないかとする説も存在する。また、教皇インノケンティウス8世の落胤ではないかとする説も存在する。しかし、これらの仮説を支持する研究者は少なく、俗説の域を出ていない。

### ポーランドの王子？

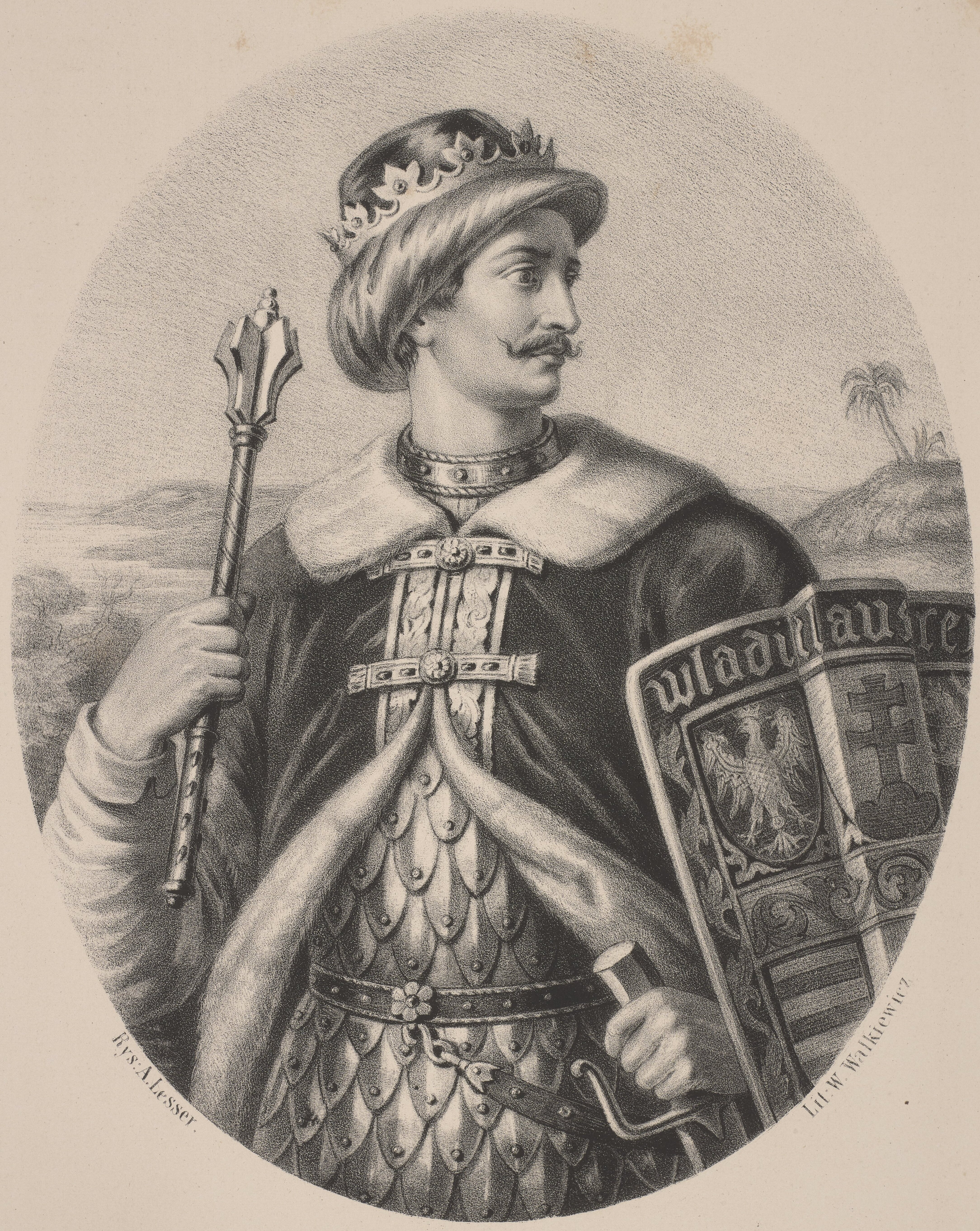
ヴワディスワフ3世（アレクサンデル・レッセル画）

アメリカ、ノースカロライナ州にあるデューク大学でITアナリストとして働くアマチュア歴史家のマヌエル・ロサは、2010年10月にスペインで出版した『コロンブス：語られなかったストーリー』の中で、コロンブスがポーランド王ヴワディスワフ3世（晩年にかけてはウラースロー1世としてハンガリー王も兼位）の実の息子であるとの説を主張している。

## 「コロンブスの卵」
新大陸発見を祝う凱旋式典で「誰でも西へ行けば陸地にぶつかる。造作もないことだ」などとコロンブスの成功を妬む人々に対し、コロンブスは「誰かこの卵を机に立ててみて下さい」と言い、誰もできなかったあとでコロンブスは軽く卵の先を割ってから机に立てた。「そんな方法なら誰でもできる」と言う人々に対し、コロンブスは「人のした後では造作もないことです」と返した。これが『コロンブスの卵（Egg of Columbus）』の逸話であり、「誰でもできることでも、最初に実行するのは至難であり、柔軟な発想力が必要」「逆転の発想」という意の故事成語として今日使われている。
しかし、ヴォルテールは『習俗論』（第145章）にて「これは建築家フィリッポ・ブルネレスキの逸話が元になった創作だ」と指摘し、会話の内容などもそのまま流用されていると説明した。逸話の内容は1410年代、『フィレンツェのサンタ・マリア・デル・フィオーレ大聖堂のクーポラ（ドーム部分）の設計にみな難儀していた際、ブルネレスキは設計図面も完成模型も見せないまま「私に建築させて下さい」と立候補した。ほかの建築家たちが大反対したところ、ブルネレスキは「大理石の上に卵を立てられる人に建築を任せてみてはどうか」と提案。誰もできなかった中で、ブルネレスキは卵の底を潰して立てた。当然のごとく周囲から批判されたが、ブルネレスキは「最初にやるのがもっとも難しい。もし先に図面を見せたら、あなたたちは真似をするでしょう？」と切り返した』というものである。

## その他

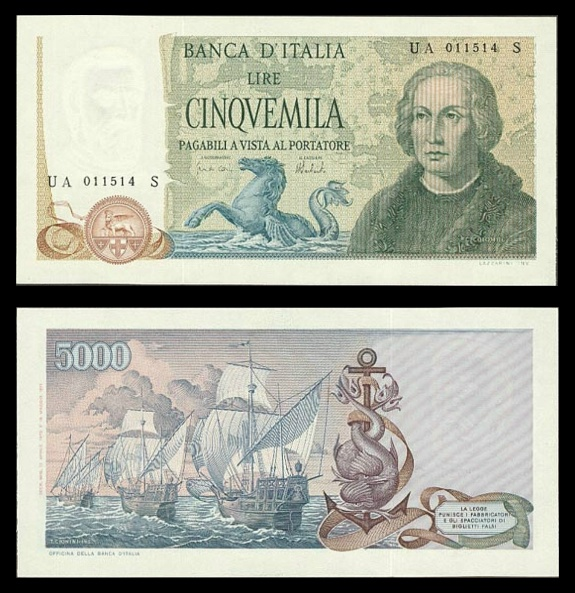
旧5000イタリア・リレ紙幣（1971年にデザインを変更した後期バージョン）

- 紙幣では、イタリアで1964年から1979年まで発行されていた5,000リラ札、スペインで1992年から2001年まで発行されていた5,000ペセタ札、エルサルバドルで2001年まで流通していた全額面のコロン札でその肖像が使用されていた。